# Avies
Avies is een Estische luchtvaartmaatschappij met haar thuisbasis op Luchthaven Tallinn Lennart Meri bij Tallinn. De maatschappij vliegt op bestemmingen in Estland en Zweden.

## Geschiedenis
Avies Air Company is opgericht in 1991.

## Vloot
De vloot van Avies Air Company bestond in december 2014 uit:
- 1x Learjet 31
- 1x Learjet 55
- 2x Learjet 60
- 4x BAe Jetstream 31
- 1x BAe Jetstream 32
- 1x Hawker Beechcraft 750
- 1x Let L-410 Turbolet